# František Mišeje
František Mišeje (8. listopadu 1921 Diviacka Nová Ves – 16. března 2009) byl slovenský a československý politik Komunistické strany Slovenska, poslanec Slovenské národní rady a Sněmovny národů Federálního shromáždění a ministr financí vlád Slovenské socialistické republiky za normalizace.

## Biografie
Za druhé světové války se zapojil do Slovenského národního povstání. Působil jako politický komisař partyzánské skupiny Vtáčnik. V letech 1959–1960 byl předsedou KNV v Nitře. V letech 1960–1970 zastával post oblastního ředitele Státní banky československé v Bratislavě.
V letech 1958–1989 se uvádí jako účastník zasedání Ústředního výboru Komunistické strany Slovenska. Členem ÚV KSS byl od roku 1969. Zastával i posty v celostátní komunistické straně. XI. sjezd KSČ ho zvolil za člena Ústřední kontrolní a revizní komise Komunistické strany Československa, v této funkci ho pak potvrdil XII. sjezd KSČ.
Počátkem roku 1968 byl zvolen členem komise Slovenské národní rady, která se zabývala z ekonomického úhlu pohledu změnou postavení slovenských orgánů a státoprávním uspořádáním Československa. Během pražského jara v roce 1968 se zapojil do diskuzí ohledně federalizace Československa. V březnu 1968 na schůzi SNR jako jeden z prvních prosazoval symetrický model státoprávního uspořádání ČSSR (na rozdíl od podle něj škodlivého dosavadního asymetrického modelu).
Po provedení federalizace Československa usedl do Sněmovny národů Federálního shromáždění. Mandát nabyl až dodatečně v květnu 1970. Do federálního parlamentu ho nominovala Slovenská národní rada, v níž také zasedal. ve FS setrval do konce funkčního období, tedy do voleb roku 1971. Od roku 1970 až do prosince 1989 byl ministrem financí Slovenské socialistické republiky ve vládě Štefana Sádovského a Petera Colotky, druhé vládě Petera Colotky, třetí vládě Petera Colotky, čtvrté vládě Petera Colotky a vládě Petera Colotky, Ivana Knotka a Pavola Hrivnáka (v této od dubna 1988 oficiálně jako ministr financí, cen a mezd). Od roku 1973 působil jako předseda federálního Ústředního výboru Svazu protifašistických bojovníků a člen předsednictva Ústředního výboru Národní fronty ČSSR. V roce 1971 mu byl udělen Řád práce a roku 1981 Řád Vítězného února.
Dlouhodobě zasedal v SNR. Uvádí se jako její poslanec v 80. letech. Krátce po sametové revoluci vystoupil se sebekritickým příspěvkem, ve kterém vyzval k otevřenější diskuzi v rámci SNR.